# 建部順
建部 順（たてべ じゅん、1910年8月8日 - 1966年9月28日）は日本の政治家。浅草区議（2期）、台東区議（1期）、東京都議（4期）、第12代都議会副議長、第17代都議会議長を歴任した。

## 経歴
1910年8月8日、東京府（現東京都）に生まれる。1938年から浅草区会議員を2期9年務めた。1947年から台東区議会議員を1期4年務めた。1951年の東京都議会議員選挙に台東区選挙区から立候補して、初当選する。その後、主税委員会委員長（1952年から1953年）、都議会自民党政調会長（1956年から1957年）を歴任した。1957年7月に第12代東京都議会副議長に就任した。1958年7月に副議長を退任した。退任後は、オリンピック大会準備実行委員会委員長（1961年から1963年）を務めた。1961年7月に第19代東京都議会議長に就任した。在任中は全国都道府県議会議長会会長も務めた。1963年4月に議長を退任した。議長退任後に発覚した東京都議会黒い霧事件の影響で、1965年6月に史上初の自主解散となり、都議を退任した。1966年9月28日に死去した。

## 栄典
- 1960年 - 藍綬褒章[1]